# 庐州之战
庐州之战，南宋嘉熙二年（元太宗十年，1238年），宋朝淮西制置副使兼转运使、知庐州杜杲守庐州（今安徽省合肥市），击退蒙古帝国的战役。
窝阔台攻宋的东路军攻打安丰军失败，之后制做大量攻城器具，在嘉熙二年九月，派马步军都元帅察罕再次攻打淮西，号称八十万大军围攻庐州。计划攻克庐州后，在巢湖造船以渡江入侵南宋。知庐州杜杲积极备御。在濠岸已造好千百间串楼，串楼以二三尺周长的栗枣槐木作竖木，入土五六尺，高一丈有余，上面设置横木。中间设置箭窗，下缭以羊马墙，每楼可御三炮。蒙古军到城外，筑土城六十里围攻庐州，又筑台高过串楼。杜杲派军队用油草，焚烧蒙古高台，并在串楼内设立雁翅七层，用炮轰击蒙古高台，击中蒙古一将。杜杲乘胜出击，宋将赵时哽率领民兵五百，蒙古军死伤很多。杜杲还派舟师和精锐守卫淮水要点，派遣呂文德、聶斌伏精銳於要害，阻挡蒙古军归路。察罕见庐州不能攻克，于是转而东进，攻陷滁州，万户张柔鼻子被飞石射中；到达天长县，被知招信军余玠截击；攻打泗州，被濠水所阻。察罕见居战不利，于是北撤。